# Kanton Saint-Martin-de-Valamas
Kanton Saint-Martin-de-Valamas (fr. Canton de Saint-Martin-de-Valamas) je francouzský kanton v departementu Ardèche v regionu Rhône-Alpes. Skládá se z 11 obcí.

## Obce kantonu
- Arcens
- Borée
- Chanéac
- Intres
- Lachapelle-sous-Chanéac
- La Rochette
- Saint-Clément
- Saint-Jean-Roure
- Saint-Julien-Boutières
- Saint-Martial
- Saint-Martin-de-Valamas